# Molines-en-Queyras
Ne doit pas être confondu avec Molines-en-Champsaur.
Molines-en-Queyras (en occitan Morinas) est une commune française située dans le département des Hautes-Alpes, en région Provence-Alpes-Côte d'Azur. Son territoire fait partie du parc naturel régional du Queyras.

## Géographie
Molines est irriguée par l'Aigue Agnelle, descendant du col homophone qui sert de frontière avec l'Italie, situé aussi sur la commune. Aigue signifie "eau". La végétation ligneuse 
à cette altitude est essentiellement résineuse. Elle est constituée principalement de mélèzes qui ont la particularité de roussir en automne avant de perdre leurs aiguilles en hiver. La flore est colorée pour s'adapter au climat de montagne: la plante emblématique car récurrente est l’épilobe, aux longues tiges dominées par une fleur fuchsia.
Elle est composée de sept hameaux : Molines, la Rua, Gaudissard, Clot la Chalp, Pierre-Grosse (1 926 mètres), le Coin et Fontgillarde (1 990 mètres). Un huitième, Costeroux (2 100 mètres) n'est plus habité depuis 150 ans.

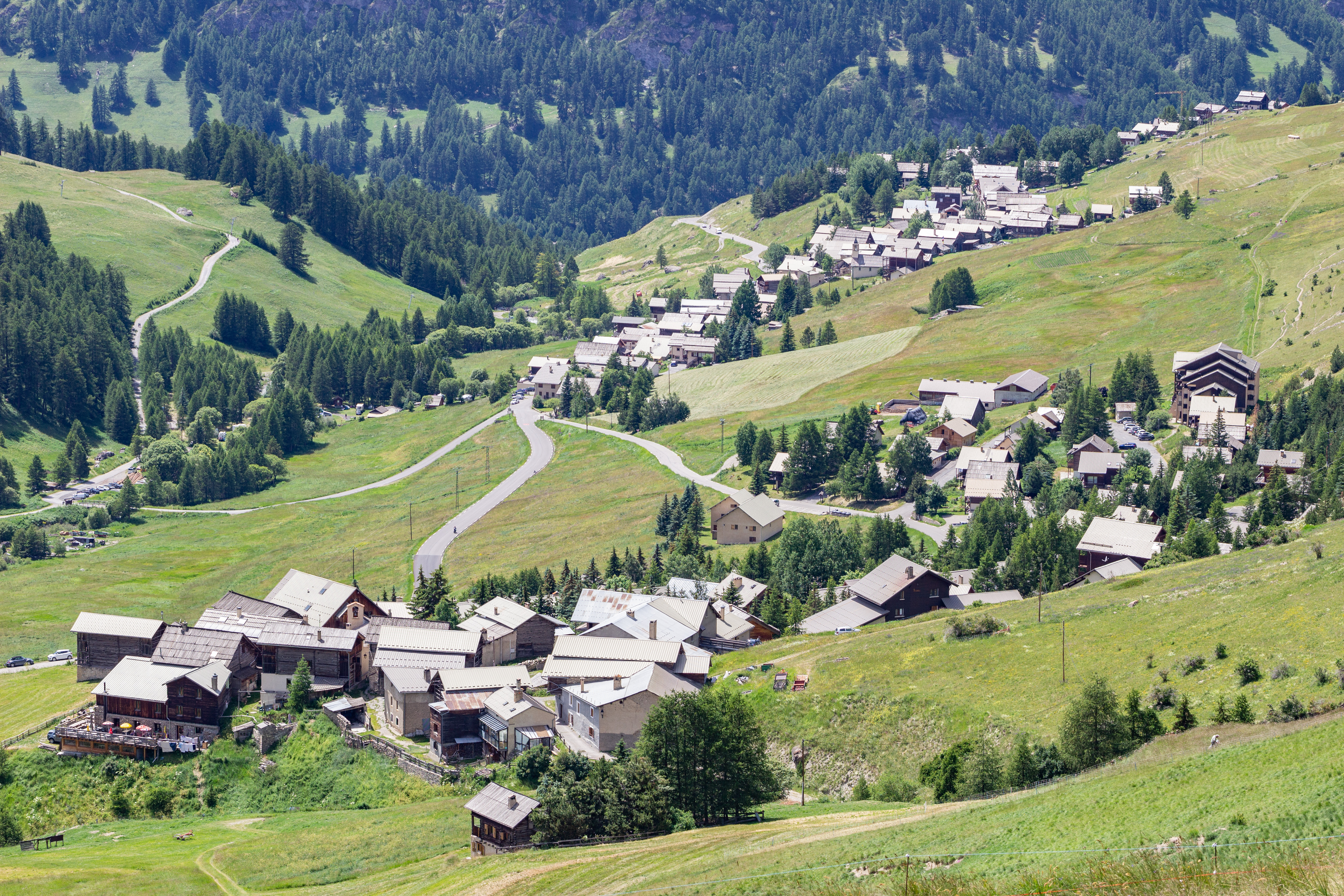
Le Coin et Pierre Grosse depuis l'ancien canal de Rouchas Frach.

### Climat
Pour des articles plus généraux, voir Climat de Provence-Alpes-Côte d'Azur et Climat des Hautes-Alpes.
En 2010, le climat de la commune est de type climat des marges montargnardes, selon une étude du Centre national de la recherche scientifique s'appuyant sur une série de données couvrant la période 1971-2000. En 2020, Météo-France publie une typologie des climats de la France métropolitaine dans laquelle la commune est exposée à un climat de montagne ou de marges de montagne et est dans la région climatique Alpes du sud, caractérisée par une pluviométrie annuelle de 850 à 1 000 mm, minimale en été.
Pour la période 1971-2000, la température annuelle moyenne est de 5,6 °C, avec une amplitude thermique annuelle de 16,6 °C. Le cumul annuel moyen de précipitations est de 853 mm, avec 6,9 jours de précipitations en janvier et 7,3 jours en juillet. Pour la période 1991-2020, la température moyenne annuelle observée sur la station météorologique de Météo-France la plus proche, « Saint-Véran », sur la commune de Saint-Véran à 4 km à vol d'oiseau, est de 5,6 °C et le cumul annuel moyen de précipitations est de 734,4 mm. 
La température maximale relevée sur cette station est de 30,7 °C, atteinte le 23 août 1961 ; la température minimale est de −26 °C, atteinte le 10 février 1986,,.
Les paramètres climatiques de la commune ont été estimés pour le milieu du siècle (2041-2070) selon différents scénarios d'émission de gaz à effet de serre à partir des nouvelles projections climatiques de référence DRIAS-2020. Ils sont consultables sur un site dédié publié par Météo-France en novembre 2022.

## Urbanisme

### Typologie
Au 1er janvier 2024, Molines-en-Queyras est catégorisée commune rurale à habitat dispersé, selon la nouvelle grille communale de densité à 7 niveaux définie par l'Insee en 2022.
Elle est située hors unité urbaine et hors attraction des villes,.

### Occupation des sols
Le tableau ci-dessous présente l'occupation des sols de la commune en 2018, telle qu'elle ressort de la base de données européenne d’occupation biophysique des sols Corine Land Cover (CLC).
| Type d’occupation                             | Pourcentage | Superficie (en hectares) |
| --------------------------------------------- | ----------- | ------------------------ |
| Prairies et autres surfaces toujours en herbe | 4,1 %       | 221                      |
| Systèmes culturaux et parcellaires complexes  | 1,6 %       | 82                       |
| Forêts de conifères                           | 18,9 %      | 1009                     |
| Pelouses et pâturages naturels                | 46,2 %      | 2470                     |
| Landes et broussailles                        | 0,9 %       | 47                       |
| Forêt et végétation arbustive en mutation     | 4,1 %       | 219                      |
| Roches nues                                   | 14,7 %      | 786                      |
| Végétation clairsemée                         | 9,6 %       | 509                      |
| Source : Corine Land Cover                    |             |                          |

## Économie
Molines-en-Queyras est une station de ski de petite dimension. La station est située sur le massif de Beauregard ; son point le plus haut est le pic de Château Renard, à près de 3 000 m d'altitude.
Molines appartient également au grand réseau de pistes de ski de fond du Queyras.

## Toponymie
Le nom de la localité est attesté sous la forme Millunaricii dès 739 dans le cartulaire de l'abbaye de Saint Hugues, puis Molini en 1301 et en 1345.
Ce nom désigne un lieu où fonctionnaient des moulins à eau, comme l'indique également le blason. Ces derniers commencent à se répandre au cours des IXe et Xe siècles, mais c’est à la fin du XIIe et au XIIIe siècles qu’ils se multiplient. Outre à moudre le blé, ils servent à alimenter des installations mécaniques tels que les marteaux de forge, les foulons pour la teinte des tissus, et plus tard les scieries. Le moindre cours d’eau pouvait être aménagé, quitte à ne faire fonctionner les moulins que sur une courte période de l’année, lorsque l’écoulement le permettait. Les noms des villages de Molines-en-Queyras et Molines-en-Champsaur attestent encore aujourd’hui de l’importance de ces installations.
Le Queyras en est éponyme.
La commune s'appelle Molinas-en-Queiràs en occitan haut-alpin.

## Histoire
L'histoire de Molines bénéficie de traces écrites exceptionnelles, les transitons de Molines, des registres écrits qui relataient les faits les plus marquants, les catastrophes, les épidémies qui avaient lieu dans le village, à la manière d'une chronique ou d'un journal rédigé par Paul Ebren et sa famille, du hameau de Fontgillarde.
Certains transitons sont visibles aux Archives départementales de Gap. On y retrouve l'histoire des hameaux du village, y compris le plus haut d'entre eux, le hameau de Costeroux, sur la route du col Agnel, aujourd'hui disparu après une histoire riche en rebondissements.
Ces livres de familles dressaient, à l’origine, l’état des chemins ruraux, encore appelée transitons et la liste des consuls, élus pour gérer le village. Ensuite, les chefs de famille y notèrent les événements survenus dans la communauté ou, en dehors, à ses habitants (accidents, incendies, passages de troupes, travaux).
Les Transitons, rapportés par Jean Tivollier, l'historien du Queyras, mêlent les cahiers de plusieurs familles, entre 1469 et 1908 et forment le chapitre 25 de sa monographie du Queyras, parue en 1913.

## Politique et administration

### Liste des maires

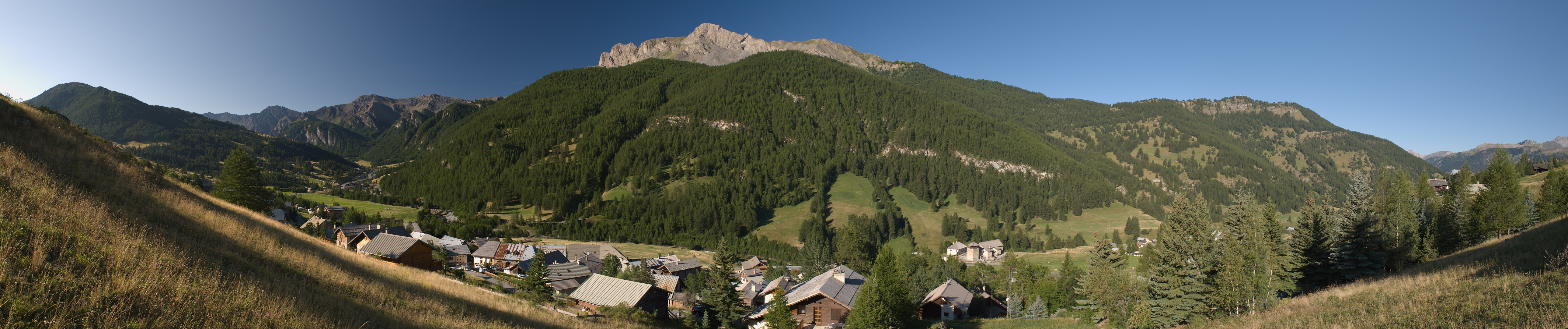
Molines-en-Queyras et sa vallée.

| Période                                  | Période      | Identité        | Étiquette | Qualité                |
| ---------------------------------------- | ------------ | --------------- | --------- | ---------------------- |
| Les données manquantes sont à compléter. |              |                 |           |                        |
| avant 1981                               | ?            | Siméon Michel   |           |                        |
| mars 2001                                | juillet 2020 | Francis Martin  |           | Agriculteur exploitant |
| juillet 2020                             | En cours     | Valérie Garcin, |           | Employée de commerce   |

### Intercommunalité
Molines-en-Queyras fait partie: 
- de 2000 à 2017 de la communauté de communes du Queyras ;
- depuis le 1er janvier 2017, de la communauté de communes du Guillestrois et du Queyras.

## Démographie
L'évolution du nombre d'habitants est connue à travers les recensements de la population effectués dans la commune depuis 1793. Pour les communes de moins de 10 000 habitants, une enquête de recensement portant sur toute la population est réalisée tous les cinq ans, les populations de référence des années intermédiaires étant quant à elles estimées par interpolation ou extrapolation. Pour la commune, le premier recensement exhaustif entrant dans le cadre du nouveau dispositif a été réalisé en 2006.

En 2022, la commune comptait 307 habitants, en évolution de +1,32 % par rapport à 2016 (Hautes-Alpes : +0,4 %, France hors Mayotte : +2,11 %).
| 1793 | 1800  | 1806 | 1821 | 1831  | 1836  | 1841  | 1846 | 1851  |
| ---- | ----- | ---- | ---- | ----- | ----- | ----- | ---- | ----- |
| 891  | 1 002 | 930  | 970  | 1 030 | 1 050 | 1 005 | 976  | 1 017 |

| 1856 | 1861 | 1866 | 1872 | 1876 | 1881 | 1886 | 1891 | 1896 |
| ---- | ---- | ---- | ---- | ---- | ---- | ---- | ---- | ---- |
| 979  | 894  | 881  | 845  | 796  | 792  | 869  | 790  | 721  |

| 1901 | 1906 | 1911 | 1921 | 1926 | 1931 | 1936 | 1946 | 1954 |
| ---- | ---- | ---- | ---- | ---- | ---- | ---- | ---- | ---- |
| 731  | 703  | 609  | 556  | 484  | 448  | 401  | 367  | 323  |

| 1962 | 1968 | 1975 | 1982 | 1990 | 1999 | 2006 | 2011 | 2016 |
| ---- | ---- | ---- | ---- | ---- | ---- | ---- | ---- | ---- |
| 269  | 244  | 288  | 375  | 336  | 322  | 325  | 307  | 303  |

| 2021 | 2022 | - | - | - | - | - | - | - |
| ---- | ---- | - | - | - | - | - | - | - |
| 304  | 307  | - | - | - | - | - | - | - |

## Lieux et sites

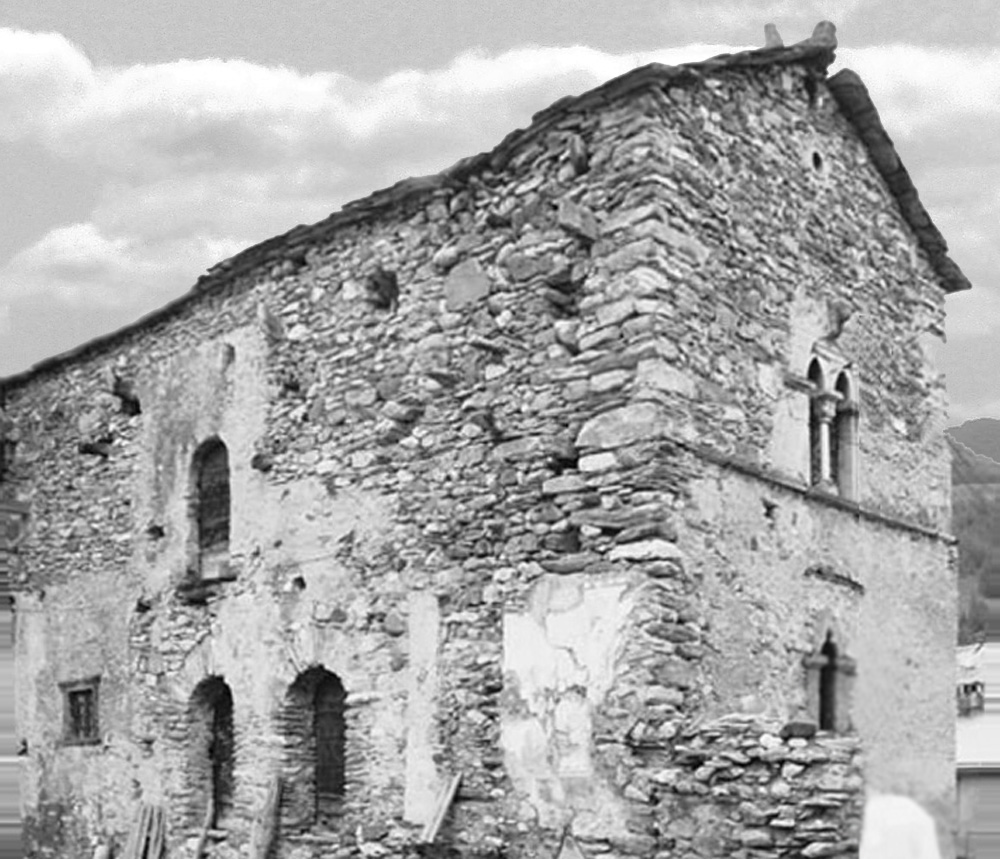
Maison du XVe siècle au hameau de la Rua.

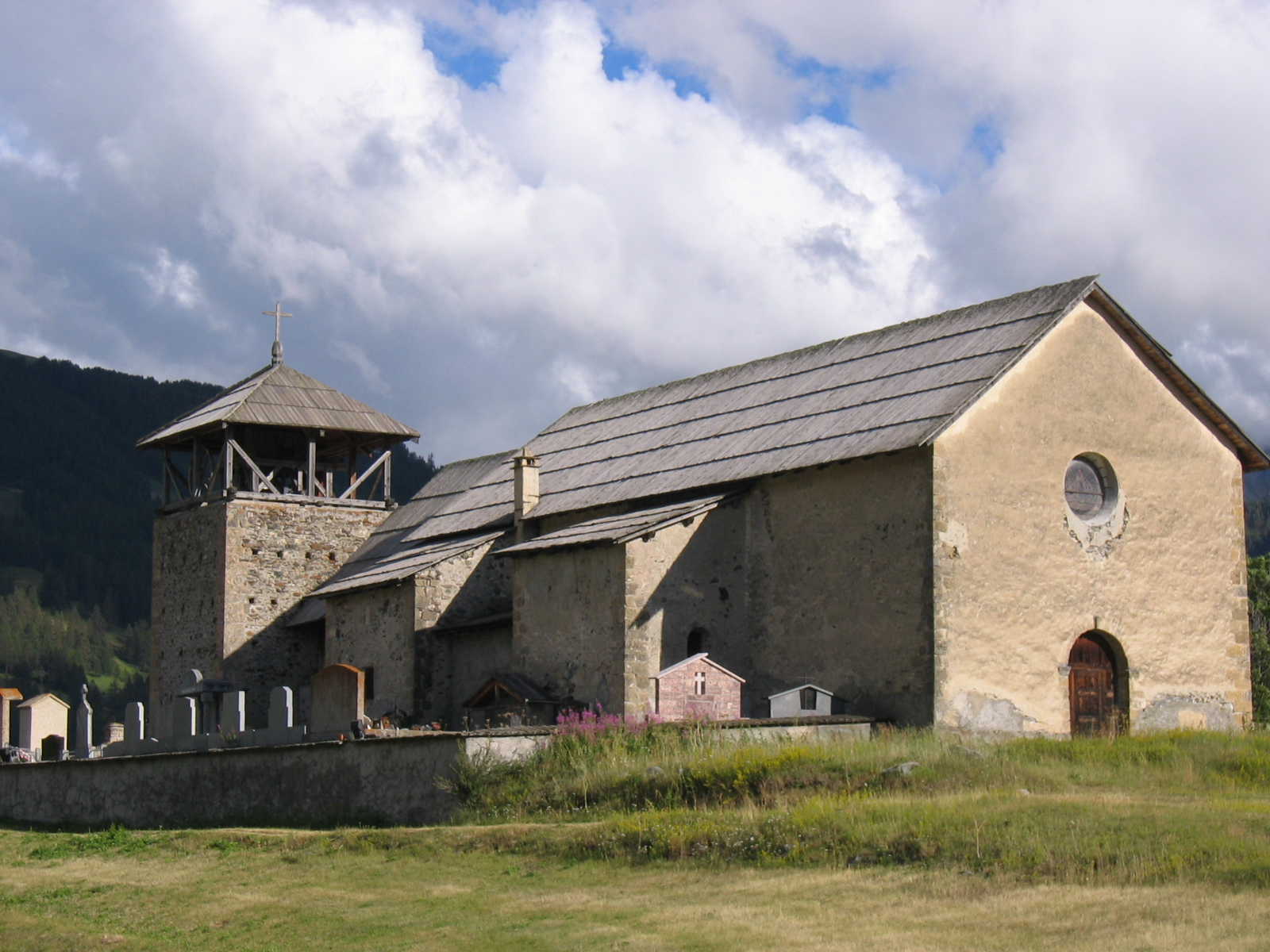
Église de Molines-en-Queyras.

L'église Saint-Romain est classée Monument Historique ,. Détruite pendant les guerres de religion, elle fut reconstruite entre 1628 et 1637. Les cloches sont apparentes en haut d'un clocher carré couvert d'une toiture en mélèze. Elle a été rénovée il y a deux ans[Quand ?].
Autre site fréquemment visité, le vieux four à pain, conservé au cœur du village.
Les hameaux et le village méritent l'intérêt et notamment leurs vieilles fustes, qui peuvent avoir plusieurs siècles. Certaines fermes ont été répertoriées sur l'inventaire général des Monuments historiques. Une maison du hameau de la Rua a été classée Monument historique le 12 octobre 1995.
- Chapelle Sainte-Élisabeth de Molines-en-Queyras.
- Chapelle Saint-Simon de Molines-en-Queyras.
- Église réformée de Fontgillarde.
- Chapelle Saint-Sébastien de Pierre-Grosse.
- Église Saint-Pierre-et-Saint-Paul de Fontgillarde.
- Temple de l'église protestante unie de France de Pierre Grosse.
- Chapelle du Coin de Molines en Queyras.

### Refuges
On notamment un refuge important sur la commune de Molines-en-Queyras : le Refuge Agnel. Par ailleurs, un ancien refuge a fermé : celui de la Rua.

## Personnalités liées à la commune
- Jean Tivollier (1854-1938), historien du Queyras, né à Molines-en-Queyras au hameau de Fontgillarde.
- François Dufay (1962-2009), journaliste et écrivain, mortellement renversé par une voiture dans la commune où il passait des vacances d'hiver en famille.

## Héraldique
| Blason de Molines-en-Queyras | Blason  | D'azur au moulin à vent d'argent, les ailes d'or, surmonté d'un pavillon de gueules. |
| Blason de Molines-en-Queyras | Détails | Le statut officiel du blason reste à déterminer.                                     |